# Erebia transcaucasica
Erebia transcaucasica är en fjärilsart som beskrevs av B.C.S Warren 1950. Erebia transcaucasica ingår i släktet Erebia och familjen praktfjärilar. Inga underarter finns listade i Catalogue of Life.